# Първа скупщина на сърбите в Османското царство
Първата скупщина на сърбите в Османското царство (на сръбски: Прва скупштина Срба у Османском царству или Prva skupština Srba u Osmanskom carstvu) заседава от 2 до 11 февруари 1909 година в Скопие. Скупщината приема резолюции по политически, икономически, църковни и училищни проблеми. Изисква да се зачитат законите и по-специално свободите и равноправността на гражданите и защита на сръбството в Османската империя. Депутатите осъждат анексията на Босна и Херцеговина. В друга резолюция се изисква сръбските митрополити да добият привилегиите, които имат гръцките митрополити. Искат сърбите да имат права и в епархиите, в които няма сръбски митрополити и селищата да имат правото да приемат сръбски или български свещеник по свое желание. В трета резолюция се иска на сърбите да се върне отнетото имущество, както и на чифлигарите да се позволи да си откупват имота от чифликчиите.

## Списък на делегатите
| Делегат от | Име                    | Име                   | Занимание                              |
| ---------- | ---------------------- | --------------------- | -------------------------------------- |
| Биело поле | Риста Попович          | Риста Поповић         | свещеник                               |
| Беране     | Милан Цемович          | Милан Цемовић         | учител                                 |
|            | Милан Дабетич          | Милић Дабетић         | учител                                 |
| Битоля     | Йован Чиркович         | Јован Ћирковић        | секретар на Битолската митрополия      |
|            | Христо Цветков Сушички | Риста Цветковић       | учител                                 |
|            | Григорие Божович       | Григорије Божовић     | учител в Битолската сръбска гимназия   |
|            | Риста Ставрич          | Риста Ставрић         | учител                                 |
| Велес      | Джордже Стаменкович    | Ђорђе Стаменковић     | търговец                               |
| Воден      | Стоян Маркович         | Стојан Марковић       | търговец                               |
| Вучитрън   | Живко Фъртунич         | Живко Фртунић         | търговец                               |
| Гостивар   | Сима Димитриевич       | Сима Димитријевић     | училищен директор                      |
| Дебър      | Д-р Исаило Хаджиевски  | Др. Исаило Хаџијевски | лекар                                  |
| Дримкол    | Матея Шуменкович       | Матеја Шуменковић     | свещеник                               |
| Дойран     | Йован К. Грошевич      | Јован К. Грошевић     | учител                                 |
| Гевгели    | Стоян Ристич           | Стојан Ристић         | свещеник                               |
| Кичево     | Яничие Джурич          | Јанићије Ђурић        | лекар                                  |
|            | Йованче Томич          | Јованче Томић         | първенец                               |
| Кратово    | Йован Попович          | Јован Поповић         | училищен директор                      |
| Крушево    | Блажа Пашич            | Блажа Пашић           | първенец                               |
| Кочани     | Тодор Йованович        | Тодор Јовановић       | училищен директор                      |
| Куманово   | Йован Алексич          | Јован Алексић         | учител                                 |
|            | Йован Цакич            | Јован Цакић           | учител                                 |
| Мала река  | Тома Огнянович         | Тома Огњановић        | търговец                               |
| Малешево   | Сава Йергич            | Сава Јергић           | свещеник                               |
| Митровица  | Йован Данилович        | Јован Даниловић       | търговец                               |
|            | Милутин Стерджевич     | Милутин Стерђевић     | търговец                               |
| Нова Варош | Стеван Самарджиич      | Стеван Самарџијић     | учител                                 |
|            | Владислав Протич       | Владислав Протић      | свещеник                               |
| Нови пазар | Тома Протич            | Тома Протић           | свещеник                               |
|            | Йосиф Никифорович      | Јосиф Нићифоровић     | първенец                               |
| Охрид      | Серафим Кръстич        | Серафим Крстић        | свещеник                               |
| Паланка    | Антоние Тодорович      | Антоније Тодоровић    | училищен директор                      |
| Печ        | Живко Раевич           | Живко Рајевић         | търговец                               |
| Плевля     | Данило Шиляк           | Данило Шиљак          | свещеник                               |
|            | Михайло Куртович       | Михаило Куртовић      | учител                                 |
|            | Стеван Йовашевич       | Стеван Јовашевић      | механджия                              |
|            | Стоян Зафирович        | Стојан Зафировић      | учител в Плевленската сръбска гимназия |
| Поречие    | Кръста Джорджевич      | Крста Ђорђевић        | свещеник                               |
|            | Йован Стоянович        | Јован Стојановић      | първенец                               |
| Прешево    | Ачим Йелич             | Аћим Јелић            | училищен директор                      |
| Призрен    | Петър Костич           | Петар Костић          | секретар на Призренската митрополия    |
|            | Андрея Грозданович     | Андреја Гроздановић   | учител                                 |
|            | Радомир Шабич          | Радомир Шабић         | свещеник                               |
|            | Риста Скакалевич       | Риста Скакаљевић      | преподавател в Призренската семинария  |
| Приеполе   | Сретен Вукосавлевич    | Сретен Вукосављевић   | учител                                 |
|            | Димитрие Зиндович      | Димитрије Зиндовић    | търговец                               |
| Прилеп     | Глигор Соколов         | Глигор Соколовић      | войвода                                |
|            | Петър Димитриевич      | Петар Димитријевић    | търговец                               |
| Прищина    | Стоян Капетанович      | Стојан Капетановић    | учител                                 |
|            | Апостол Попович        | Апостол Поповић       | свещеник                               |
|            | Йосиф Попович          | Јосиф Поповић         | учител                                 |
| Ресен      | Глигорие Джамбасович   | Глигорије Џамбасовић  | учител                                 |
| Рожае      | Никола Веселинович     | Никола Веселиновић    | свещеник                               |
| Сиеница    | Йован Янкович          | Јован Јанковић        | търговец                               |
|            | Вуко Тубич             | Вуко Тубић            | ханджия                                |
| Скопие     | Д-р Алекса Станишич    | Др. Алекса Станишић   | учител в Скопската сръбска гимназия    |
|            | Митар Шешлия           | Митар Шешлија         | учител                                 |
|            | Александър Илич        | Александар Илић       | чиновник                               |
|            | Димитрие Попович       | Димитрије Поповић     | учител                                 |
|            | Лазар Раич             | Лазар Рајчић          | първенец                               |
| Солун      | Христо Огнянов         | Риста Огњановић       | учител в Солунската сръбска гимназия   |
|            | Никола Голубович       | Никола Голубовић      | учител                                 |
|            | Джордже Денкович       | Ђорђе Денковић        | чиновник                               |
| Тетово     | Любомир Ачимович       | Љубомир Аћимовић      | учител                                 |
|            | Теофило Апостолович    | Теофило Апостоловић   | първенец                               |
| Феризово   | Дамян Пърлинчевич      | Дамјан Прљинчевић     | училищен директор                      |

Членове на привременния Централен комитет: Богдан Раденкович, Давид Димитриевич, Велимир Прелич, Глигорие Елезович, Йован Шантрич, Сава Стоянович, Александър Буквич, Джордже Хаджикостич, Васа Йованович.
Войводски: Георги Скопянчето, Мицко Кръстев, Йован Бабунски.